# Phil Bozeman
Phillip David Joseph Bozeman (Knoxville, 8 de septiembre de 1985) es un músico estadounidense. Es el actual vocalista de la banda de deathcore Whitechapel. Anteriormente guitarrista de Psychotic Behavior con Ben Savage. Phil Bozeman tiene un canal de YouTube llamado "phillybo1985"donde hace gameplay y tutoriales sobre cómo hacer canto gutural.

## Carrera musical

### Psychotic Behavior (2000–2006)
La carrera musical de Phil Bozeman comenzó en 2000, cuando Bozeman y el guitarrista Ben Savage forman la banda Psychotic Behavior. Savage fue vocalista en la banda mientras Bozeman era el guitarrista. Savage formó la banda cuando tenía la edad de trece años, y quince Bozeman, y se presentaron en los centros comunitarios, salones alquilados, y eventualmente en algunos clubes, pero no permitían a personas menores de edad en lugares donde sirven alcohol. El grupo nunca firmó un contrato de grabación y se separó en 2006.

### Whitechapel (2006–presente)
En 2006 Phil Bozeman y su amigo Ben Savage fundan Whitechapel. Bozeman es el cantante y es conocido por sus voces agresivas, su canto gutural, y su habilidad para escribir letras brutales e impresionantes en sus canciones. La banda utiliza diferentes conceptos o acontecimientos actuales para influir en su trabajo. Por ejemplo, en una entrevista de 2012 con Hugh Nichols, Bozeman declaró: "Bueno, en el nuevo disco hay una canción que trata de Harold Camping, un tipo que estaba hablando el año pasado acerca de cómo el mundo se acabaría, y hay una canción que se basa en él. Hay una que no es realmente acerca de las redes sociales, pero que es algo que viene de la red social". Otras influencias son evidentes en sus álbumes, por ejemplo en The Somatic Defilement se basa en un cuento de Jack el Destripador, que mutiló y violó a las prostitutas en el barrio de Whitechapel, Reino Unido, de ahí es donde proviene el nombre de su banda.

### Infant Annihilator
En Infant Annihilator se separa el vocalista Dan Watson, donde solamente quedaron el guitarrista Eddie Pickard y el baterista Aaron Kitcher, actuales miembros de la banda Black Tongue y los miembros de Infant Annihilator comunicaron que necesitaban un vocalista. Y Phil Bozeman dijo:
"El plan es seguir de gira y seguir con Whitechapel hasta donde puede llegar. Vamos a estar escribiendo nuevo material, pero no hay ningún plan para un nuevo álbum pronto. Pero para mí, tengo la intención de colaborar con una banda de Internet en mi tiempo libre. Se cae en línea con mi interés en hacer las cosas de Internet, al igual que toco en mi canal de YouTube, así que esto va a ser algo nuevo para mí.
La banda se llama Infant Annihilator, y parecen que son bastante populares en Facebook. Los dos miembros tocan en Black Tongue, banda impresionante, y supongo que estaban buscando un vocalista. Cuando escuché su música, supe que quería trabajar con ellos. Pero con ellos estar de gira durante el último año o así, y con Whitechapel sacar un nuevo álbum y así una gira, realmente no tuvimos tiempo para empezar nada. Este año, poco a poco, voy a estar trabajando la voz cuando puedo para su nuevo álbum. Creo que ya tienen todo el material decisivo hacia abajo, por lo que va a acelerar el proceso.
Realmente no puedo revelar nada más, pero sin duda en busca de que a finales de este año o principios de 2016."

## Discografía
Álbumes de estudio
- 2007 - The Somatic Defilement
- 2008 - This Is Exile
- 2010 - A New Era of Corruption
- 2012 - Whitechapel
- 2014 - Our Endless War
- 2016 - Mark of the Blade
- 2019 - The Valley
- 2021 - Kin
- 2025 - Hymns in Dissonance

EPs
- 2001 -  Recorrupted